# 克莱德湾群岛

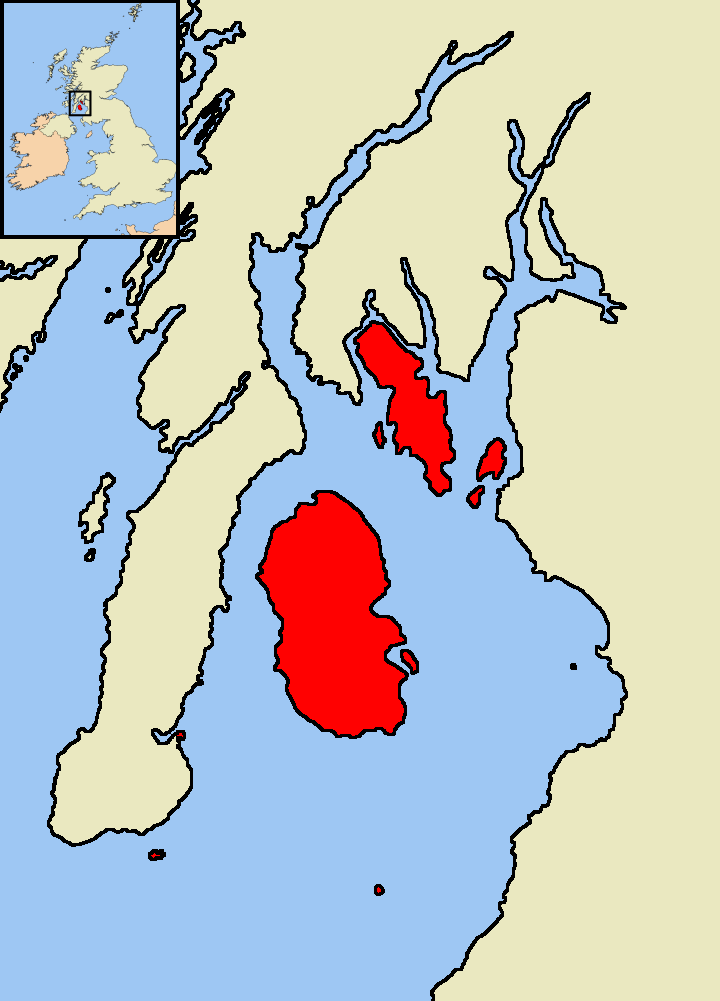
克莱德湾內的島嶼

克莱德湾群岛是蘇格蘭第五大群島，仅次于内赫布里底群岛、外赫布里底群岛、奥克尼群岛和设得兰群岛。克莱德湾群岛位于克莱德湾。克莱德湾群岛共有大约四十个岛礁，其中只有四个有人居住，并且只有九个面积超过40公頃（99英畝）。克莱德湾群岛中面积最大、人口最多的兩個島是阿倫島和比特島 。 与四个较大的苏格兰群岛不同的是，克莱德湾群岛中沒有任何一個島嶼可以通過橋樑前往其他島嶼，而且也無法通過橋樑前往大不列顛島。受大西洋和北大西洋漂流的影响，當地屬於海洋性气候。
早在新石器时代，就有人在克莱德湾群岛定居。後來克莱德湾群岛被阿爾巴王國吞併。中世纪前期，莱德湾群岛又遭到维京人入侵。